# Eliecer Montes de Oca
Artikeln följer den spanska namnseden; faderns efternamn är Montes de Oca och moderns efternamn Fleitas.
Eliecer Montes de Oca Fleitas, född den 28 mars 1971 i San Antonio de las Vueltas, är en kubansk före detta basebollspelare (pitcher) som tog guld för Kuba vid olympiska sommarspelen 1996 i Atlanta.